# Catrano Catrani
Catrano Catrani (Città di Castello, 31 ottobre 1910 – Buenos Aires, 19 ottobre 1973) è stato un regista cinematografico, produttore cinematografico, sceneggiatore e attore italiano naturalizzato argentino.

## Biografia
Dopo aver studiato al Centro Sperimentale di Cinematografia a Roma, nel 1937 emigra in Argentina e prende la residenza a Buenos Aires. Qui inizia a lavorare per i San Miguel Studios, per i quali dirige diversi spezzoni pubblicitari e documentari. Nel 1942 esce il suo primo progetto importante, dal titolo En el último piso, con l'attrice Zully Moreno nel ruolo di protagonista.
Riceve un notevole plauso dal pubblico il suo lavoro Alto Paraná, commedia sceneggiata dallo scrittore Velmiro Ayala Gauna, che vede Ubaldo Martínez interpretare il ruolo principale di Frutos Gómez, un poliziotto astuto e sprezzante. Nel 1963 dirige il film drammatico El último montonero, conosciuto anche come La fusilación, che racconta la tragica fine di Ángel Vicente Peñaloza. Quest'opera, scritta a quattro mani insieme a Félix Luna, vince il premio per la miglior regia al Festival internazionale del cinema di San Sebastián.

## Filmografia

### Regista
- En el último piso (1942)
- Llegó la niña Ramona (1945)
- Los hijos del otro (1947)
- Los secretos del buzón (1948)
- Lejos del cielo (1950)
- La comedia inmortal (1951)
- Mujeres en sombra (1951)
- Codicia (1955)
- Al sur del paralelo 42 (1955)
- Alto Paraná (1958)
- Álamos talados (1958)
- El último montonero (1963)
- Santiago querido! (1965)
- Tacuara y Chamorro, pichones de hombres (1967)
- He nacido en la ribera (1972)
- ¿De quiénes son las mujeres? (1972)

### Produttore
- Al sur del paralelo 42 (1955)
- Alto Paraná (1958)
- Álamos talados (1960)
- Las furias (1960)
- He nacido en la ribera (1972)

### Sceneggiatore
- Codicia (1955) - adattamento
- Alto Paraná (1958)
- El último montonero (1963)
- Tacuara y Chamorro, pichones de hombres (1967)

### Attore
- Las furias (1960)